# Memories Off Duet
《Memories Off Duet》是2003年3月27日由KID在PlayStation 2上發售的作品，是《秋之回憶》與《秋之回憶2》的集結混合版本。
本作是秋之回憶和秋之回憶2的各主線故事及Memories Off Pure的外傳，被收錄在二代的play story中。

## 秋之回憶 2nd ～雪螢～
本作為二代主線故事之前，描述伊波健與白河螢初次相遇的故事。

## 登場角色
詳情可參照秋之回憶及秋之回憶2中的角色列表。

## 音樂
勇氣之翼
秋之回憶 OVA版片頭曲
作詞、作曲、編曲：志倉千代丸／歌：山本麻里安
音樂盒與鋼琴-holy style-
秋之回憶2片尾曲remix
作詞、作曲：志倉千代丸、編曲：大平勉／歌：水樹奈奈
遠方的那片天空
秋之回憶 2nd ～雪螢～片尾曲
作詞、作曲：志倉千代丸、編曲：／歌：水樹奈奈

## 影響
在2007年10月，《電擊G's magazine》舉辦了日本前五十名最佳美少女遊戲排名的票選活動，《Memories Off Duet》在入圍的249款遊戲中獲得9票而成為第27名。

## 腳註
1. ↑  ASCII Media Works. . 《電擊G's magazine》.   [2013年12月12日]. （原始内容存档于2008年7月4日） （日语）.